# Langreo
Langreo (spanskt uttal: [laŋˈɡɾe.o], asturiska: Llangréu) är en stad och kommun i den autonoma regionen Asturien i nordvästra Spanien. Den ligger i regionens centrala del, cirka 15 kilometer sydost om Oviedo. Kommunen har 38 282 invånare (2024), på en yta av 83,54 km². Detta gör Langreo till regionens fjärde största kommun sett till invånarantalet.
Fotbollsstjärnan David Villa kommer från staden.

## Administrativ indelning
Kommunen Langreo är indelade i följande åtta församlingar efter folkmängd:
- La Felguera
- Sama
- Riaño
- Ciaño
- Lada
- Tuilla
- Barros
- La Venta